# Sibley (Louisiana)
Sibley és una població dels Estats Units a l'estat de Louisiana. Segons el cens del 2000 tenia 1.098 habitants.

## Demografia
Segons el cens del 2000, Sibley tenia 1.098 habitants, 412 habitatges, i 315 famílies. La densitat de població era de 109,5 habitants/km².
Dels 412 habitatges en un 35,7% hi vivien nens de menys de 18 anys, en un 55,1% hi vivien parelles casades, en un 18% dones solteres, i en un 23,5% no eren unitats familiars. En el 20,9% dels habitatges hi vivien persones soles el 10,4% de les quals corresponia a persones de 65 anys o més que vivien soles. El nombre mitjà de persones vivint en cada habitatge era de 2,66 i el nombre mitjà de persones que vivien en cada família era de 3,06.
Per edats la població es repartia de la següent manera: un 27,9% tenia menys de 18 anys, un 8,7% entre 18 i 24, un 26,1% entre 25 i 44, un 24% de 45 a 60 i un 13,2% 65 anys o més.
L'edat mediana era de 37 anys. Per cada 100 dones de 18 o més anys hi havia 89,9 homes.
La renda mediana per habitatge era de 28.816 $ i la renda mediana per família de 34.479 $. Els homes tenien una renda mediana de 34.750 $ mentre que les dones 17.750 $. La renda per capita de la població era de 13.749 $. Entorn del 14,4% de les famílies i el 21,4% de la població estaven per davall del llindar de pobresa.

## Poblacions més properes
El següent diagrama mostra les poblacions més properes.